# Panajotis Kondylis
Panajotis Kondylis (ur. 17 sierpnia 1943 w Druwie, zm. 11 lipca 1998 w Atenach) – grecki filozof, pisarz, tłumacz i redaktor serii wydawniczych. Pisał głównie po niemiecku, tłumacząc następnie większość swoich dzieł na język nowogrecki. Wpisywał się w tradycję intelektualną Tukidydesa, Niccolo Machiavellego, Maxa Webera i Carla Schmitta.

## Życiorys
Panajotis Kondylis urodził się w 1943 roku nieopodal starożytnej Olimpii w rodzinie czynnego wojskowego i niepracującej zawodowo nauczycielki. Ze względu na obowiązki służbowe ojca w 1947 roku rodzina Kondylisa przeprowadziła się najpierw do Koryntu, później zaś na przedmieścia Aten – do Nea Eritrea – gdzie ukończył szkołę podstawową, do gimnazjum uczęszczał w Kiffisii. Przed egzaminami wstępnymi na studia uczęszczał na kurs przygotowawczy prowadzony przez Fotisa Apostopulosa, którego uważał on potem za jednego z najważniejszych nauczycieli w jego życiu. Studiował w Atenach – początkowo prawo, potem filologię klasyczną i filozofię (dostał się na studia z pierwszym wynikiem). Od najmłodszych lat wykazywał talent do języków obcych. W dorosłym życiu posługiwał się swobodnie językiem angielskim, niemieckim, włoskim, francuskim oraz rodzimym nowogreckim. Czytał także po łacinie i starogrecku.
Dorabiał w trakcie studiów tłumaczeniami artykułów prasowych oraz przekładał na potrzeby znajomych studentów fragmenty dzieł niedostępnych w języku nowogreckim. Spora część przekładów z czasów studiów ukazała się potem drukiem. W czasie studiów włączał się w lewicujące kręgi studenckie, sympatyzując z „heretykami”, tj. socjalistami wytykającymi zorganizowanym strukturom partyjnym błędy i wypaczenia. Po odbyciu służby wojskowej kontynuował studia we Frankfurcie i Heidelbergu, gdzie doktoryzował się w 1977 roku na podstawie dysertacji wydanej drukiem dwa lata później pt. Die Entstehung der Dialektik. Eine Analyse der europäischen Aufklärung und der geistigen Entwicklung von Hölderlin, Schelling und Hegel bis 1802. Okres studiów w Niemczech poświęcił na badania nad filozofią, historią nowożytną oraz naukami politycznymi. Współpracował w tym czasie z czołowymi niemieckimi historykami takimi jak Werner Conze czy Reinhart Koselleck. Był stypendystą greckiego IKY oraz niemieckiego DAAD.
Po ukończeniu studiów Kondylis kontynuował badania, dzieląc czas między Heidelbergiem a Atenami. Pracował jako niezależny badacz. Ubiegał się w roku 1980 o stanowisko wykładowcy na Uniwersytecie Kapodistriasa, ale konkurs unieważniono. Był inicjatorem i redaktorem dwóch serii wydawniczych greckich wydawnictw Themelio i Gnosis. Współpracował jako felietonista m.in. z Frankfurter Αllgemeine Ζeitung. Jego artykuły ukazywały się także w innych gazetach i periodykach niemieckich i greckich.
Nagrodzony został Medalem Goethego (1991) oraz Nagrodą Humboldta (1994). Wymienia się go jako jednego z czołowych greckich intelektualistów XX wieku.
Zmarł nagle z powodu powikłań związanych z przebytym ostrym zawałem serca 11 lipca 1998 roku. Jego biblioteka, licząca około 5000 tytułów, mieszcząca się w domu w Politei w Atenach, została podarowana przez jego siostrę, Melpo, Uniwersytetowi Arystotelesa w Salonikach.

## Najważniejsze prace
Do najważniejszych książek Kondylisa należą:
- Die Entstehung der Dialektik. Eine Analyse der geistigen Entwicklung von Hölderlin, Schelling und Hegel bis 1802. Stuttgart: Klett-Cotta, 1979.
- Die Aufklärung im Rahmen des neuzeitlichen Rationalismus. Stuttgart: Klett-Cotta, 1981.
- Macht und Entscheidung. Die Herausbildung der Weltbilder und die Wertfrage. Stuttgart: Klett-Cotta, 1984.
- Marx und die griechische Antike. Heidelberg: Manutius-Verlag 1987.
- Theorie des Krieges. Clausewitz – Marx – Engels – Lenin. Stuttgart: Klett-Cotta, 1988.
- Die neuzeitliche Metaphysikkritik. Stuttgart: Klett-Cotta, 1990.
- Der Niedergang der bürgerlichen Denk- und Lebensformen. Die liberale Moderne und die massendemokratische Postmoderne. Weinheim: VCH-Verlagsgesellschaft, 1991.
- Planetarische Politik nach dem kalten Krieg. Berlin: Akademie-Verlag, 1992.
- Montesquieu und der Geist der Gesetze. Berlin: Akademie-Verlag 1996.
- Das Politische im 20. Jahrhundert. Von den Utopien zur Globalisierung. Heidelberg: Manutius-Verlag, 2001.
- Machiavelli. Akademie-Verlag, Berlin, 2007.

Dzieła Kondylisa po polsku
- Polityka światowa po zimnej wojnie. Toruń: Wydawnictwo Adam Marszałek, 2019.
- Niewidoczna chronologia myśli. Trzy wywiady z Panajotisem Kondylisem. Toruń: Wydawnictwo Adam Marszałek, 2020.
- Marks a grecka tradycja antyczna. Dwie rozprawy. Toruń: Wydawnictwo Adam Marszałek, 2022.
- Współczesny świat w wymiarze politycznym. Od utopii do globalizacji”. Toruń: Wydawnictwo Adam Marszałek, 2024.

oraz liczne artykuły publikowane m.in. w Studiach z Historii Filozofii i Ruchu Filozoficznym.

## Stowarzyszenia zajmujące się Kondylisem
- Freundeskreis Panajotis Kondylis – niemieckie towarzystwo zajmujące się spuścizną po Kondylisie[11].
- Interdyscyplinarny Zespół Badań nad myślą Panajotisa Kondylisa – zespół afiliowany przy UMK w Toruniu zajmujący się tłumaczeniem i opracowaniem myśli Kondylisa[12].